# Semjon Fjodorowitsch Wolkonski

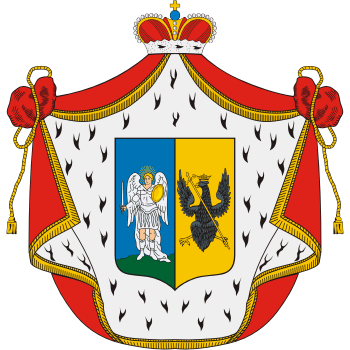
Wappen der Fürsten Wolkonski

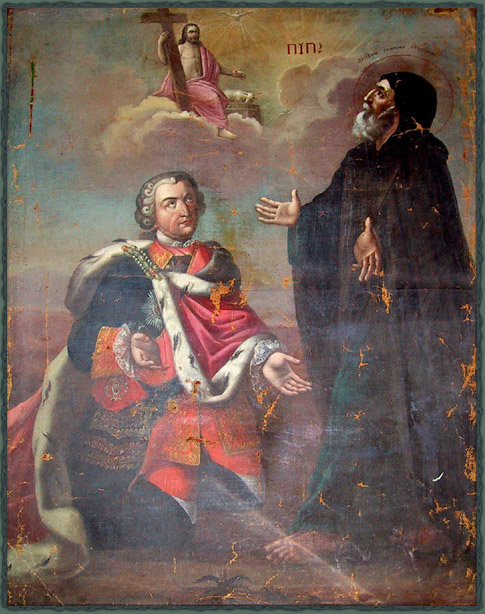
Porträt Semjon Fjodorowitsch Wolkonski

Semjon Fjodorowitsch Wolkonski (russisch: Семён Фёдорович Волко́нский; * 10. Mai 1703 in Moskau; † 4. Mai 1768 ebd.) war ein Fürst aus dem russischen Adelsgeschlecht Wolkonski, russischer Generalleutnant in der Kaiserlich-russischen Armee und General en chef.

## Leben
Im Mai 1716 trat er in den Militärdienst ein und diente in einer Akademie, von hier aus wurde er 1721 als  Offiziersanwärter im Rang eines Midshipmans in die Kaiserlich-russische Marine versetzt. 1727 versah er einen Adjutantendienst und wurde 1730 zum Leutnant befördert. Mit gleichzeitiger Beförderung zum Leutnant wurde er in das Kavallerie-Korps versetzt und dort 1731 zum Kapitän befördert. Seine nächste Verwendung fand er im 1. Kürassier-Regiment,  1737 wurde er zum Sekond-Major befördert und in das 2. Leib-Kürassier-Regiment übernommen. Es folgten die Beförderungen zum Major (1739), zum Oberstleutnant (1741) und Oberst (1741). Er nahm im Russisch-Persischen Krieg an der Eroberung von Baku teil und war 1734 am Feldzug in Kurland und Polen sowie 1742 am finnischen Feldzug im Russisch-Schwedischen Krieg beteiligt.
1749  wurde er zum Generalmajor befördert. Als er 1755 zum Generalleutnant befördert wurde, erhielt er 1760 den Oberbefehl über die sechs kaiserlich-russischen Kürassier-Regimenter. Während der Besetzung Berlins im Jahre 1760 kommandierte er ebenfalls die sechs russischen Kürassier-Regimenter. Im Siebenjährigen Krieg von 1756 bis 1763 kämpfte er mit seinen Truppen bei der Eroberung Kolbergs und stand unter dem Kommando des Feldmarschalls Pjotr Alexandrowitsch Rumjanzew-Sadunaiski.
Als der preußische König Friedrich II. (1712–1786) die Zerstörung russischer Versorgungs- und Munitionsdepots in Pommern anordnete, wurde Generalleutnant S. F. Wolkonski mit seinen Kürassieren und weiteren Bataillonen zur Gegenwehr eingesetzt. Er war erfolgreich und erlebte die Befreiung Kolbergs und die Niederlage des Generals Friedrich Eugen von Württemberg (1732–1797). Am 16. März 1762 wurde in Stargard ein Waffenstillstand zwischen Preußen und Russland vereinbart, für das Kaiserreich Russland unterzeichnete General en chef Michail Nikititsch Wolkonski (1713–1788)  den Vertrag.
Am 12. März 1762 wurde S. F. Wolkonski aus dem aktiven Militärdienst entlassen und am 18. Mai des gleichen Jahres in den kaiserlichen Rat berufen. Katharina II. (1729–1796) berief ihn am 12. Juni 1762 zum Mitglied der Militärkommission und am 22. September des gleichen Jahres zum Mitglied des Regierenden Senats. Am 23. Mai 1763 wurde er auf eigenen Wunsch aus allen Diensten entlassen. Er starb am 4. Mai 1768 und wurde zunächst in Moskau beigesetzt, seine sterblichen Überreste wurden später in das Dorf  Novonikolskoye im Bezirk Myschkinski überführt und dann in die 1776 von seiner Ehefrau und seinem Sohn erbaute Kirche, umgebettet.  Für seine Verdienste wurde er mit dem  Alexander-Newski-Orden ausgezeichnet.

## Herkunft und Familie

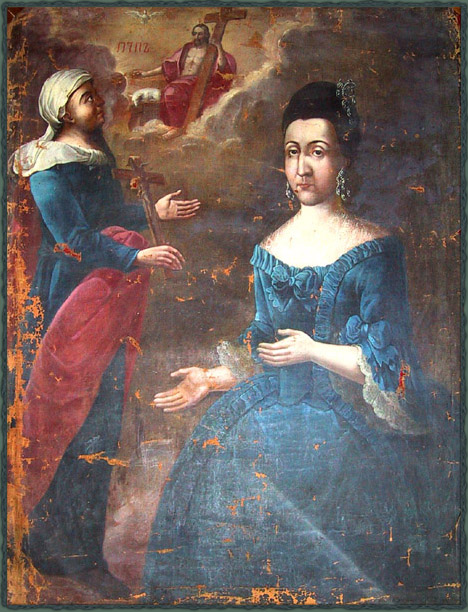
Porträt Sofia Semjonowna Wolkonskaja

Semjon Fjodorowitsch Wolkonski stammte aus dem russischen Fürstengeschlecht Wolkonski. Sein Vater war Fjodor-Michail Andrejewitsch Wolkonski (* um 1680; † 1747), der am Zarenhof eine hervorgehobene Dienststellung innehatte. Sein Bruder war der russische Generalmajor Sergei Fjodorowitsch Wolkonski (1715–1784). Simjon war mit Sofija Semjonowna Meschtscherskaja (1707–1777) verheiratet. Ihr Sohn war der spätere General der Kavallerie Grigori Semjonowitsch Wolkonski (1742–1824).  Weiterhin gingen sechs Töchter aus der Ehe hervor.